# Fritz Gesztesy
Friedrich "Fritz" Gesztesy (né le 5 novembre 1953 en Autriche) est un physicien mathématicien austro-américain et professeur de mathématiques à l'université Baylor, connu pour ses importantes contributions à la théorie spectrale, à l'analyse fonctionnelle, à la mécanique quantique non relativiste (en particulier, l'équation de Schrödinger), les opérateurs différentiels ordinaires et partiels, et systèmes complètement intégrables (équations solitons). Il est l'auteur de plus de 270 publications en mathématiques et en physique.

## Carrière
Après des études de physique à l'université de Graz, il obtient son doctorat en physique théorique. Le titre de sa thèse de 1976 avec Heimo Latal et Ludwig Streit est Renormalisation, symétrie de Nelson et densités d'énergie dans une théorie des champs avec interaction quadratique. Après avoir travaillé à l'institut de physique théorique de l'université de Graz (1977-82) et plusieurs séjours à l'étranger à l'université de Bielefeld (bourse Alexander von Humboldt 1980-81 et 1983-84) et au California Institute of Technology (bourse Max Kade 1987-1988), il est nommé professeur à l'université du Missouri en 1988 et professeur émérite Houchins en 2002. En 2016, il rejoint la faculté de l'université Baylor en tant que professeur Storm de mathématiques.
En 1983, il reçoit le prix autrichien Theodor Körner en sciences naturelles, en 1987 le prix Ludwig Boltzmann de la société autrichienne de physique. En 2002, il est élu à la société royale des lettres et des sciences de Norvège. En 2013, il devient membre de l'American Mathematical Society.